# Jüdisches Leben in Witten

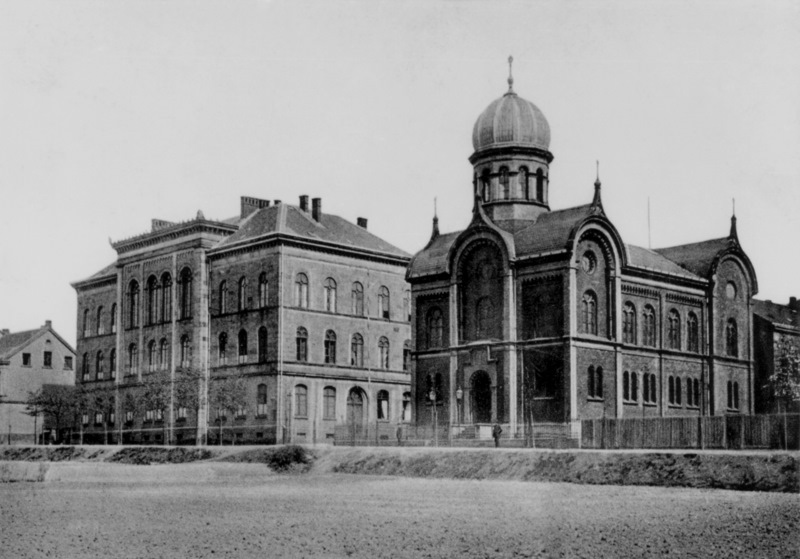
Wittener Synagoge, 1911

Der Zuzug von Juden nach Witten begann Anfang des 19. Jahrhunderts. Die jüdische Gemeinde hatte um 1910 ihren Höhepunkt mit ca. 500 Mitgliedern. Heute existiert keine eigene jüdische Gemeinde mehr in Witten. Die ca. 100 (Stand 2012) in Witten lebenden Juden gehören zur Jüdischen Kultusgemeinde Groß-Dortmund.

## Geschichte
Seit 1815 ist der erste jüdische Einwohner Wittens, Abraham Abraham, ein Metzger, urkundlich belegt.
1854 entstanden drei Synagogengemeinden: Bochum, Hattingen und Witten. Sie waren als Körperschaft öffentlichen Rechts organisiert, was ihnen eine gewisse organisatorische Sicherheit verlieh. Die Gemeinde wählte aus ihrer Mitte sogenannte Repräsentanten, die den Gemeindehaushalt festsetzten und kontrollierten.
Seit 1860 existierte eine jüdische einklassige Volksschule in der Weidengasse, die 1870 in eine öffentliche Schule umgewandelt wurde. Unter dem Einfluss des 1863 nach Witten übergesiedelten Lehrers und Kantors Jacob Ostwald entwickelte sich die Wittener Gemeinde in Richtung des Reformjudentums. 1873 erbaute die Stadt ein neues Schulgebäude in der Nordstraße. 1879 spaltete sich eine orthodoxe Gemeinde unter Samuel Kahn ab. 1884 kündigte die Stadt der jüdischen Gemeinde. Die jüdische Volksschule war seitdem in verschiedenen anderen Schulen untergebracht. 1884/85 wurde eine Synagoge gegenüber dem damaligen Real-Gymnasium erbaut. Die jüdische Gemeinde erreichte um 1910 ihren Höhepunkt mit ca. 500 Mitgliedern. In den beiden Wittener Gymnasien fand jüdischer Religionsunterricht statt. Viele Geschäfte in der Bahnhofstraße – der Haupteinkaufsstraße Wittens – gehörten jüdischen Inhabern.
Im nationalsozialistischen Deutschland wurden die jüdischen Einwohner durch den Staat und ihre nicht-jüdischen Mitbürger ihrer Besitztümer beraubt. Bis 1939 verzog der überwiegende Anteil der jüdischen Bevölkerung Wittens in andere deutsche Städte oder ins Ausland. Ab 1942 wurden die verbliebenen Menschen über Dortmund in Ghettos, Konzentrationslager oder Vernichtungslager deportiert. Die überwiegende Anzahl der Deportierten starb im KZ Auschwitz und KZ Theresienstadt. Die Synagoge und zwei der vier jüdischen Friedhöfe (heutiges Stadtgebiet inklusive Herbede) wurden zerstört.
In Herbede stieg die Mitgliederzahl der jüdischen Gemeinde zwischen 1818 und 1895 kontinuierlich von 15 auf ihr Maximum von 87 Personen an. Seit 1895 entwickelte sich die Mitgliederzahl stark rückläufig, bis ab dem Ende der 1920er Jahre die Gemeinde zerfiel, da ihr sowohl die personelle, wie auch die finanzielle Basis fehlte. Spätestens seit 1933 existierte in Herbede keine ordnungsgemäße Synagogengemeinde mehr. 1942 und 1943 wurden die restlichen Herbeder Juden deportiert. Nach 1945 kehrten nur wenige Juden nach Herbede zurück.
Heute existiert keine eigene jüdische Gemeinde mehr in Witten. Die ca. 100 (Stand 2012) in Witten lebenden Juden gehören zur Jüdischen Kultusgemeinde Groß-Dortmund, besuchen aber teilweise auch Veranstaltungen und Gottesdienste der Gemeinden in Bochum und Hagen.

## Synagoge

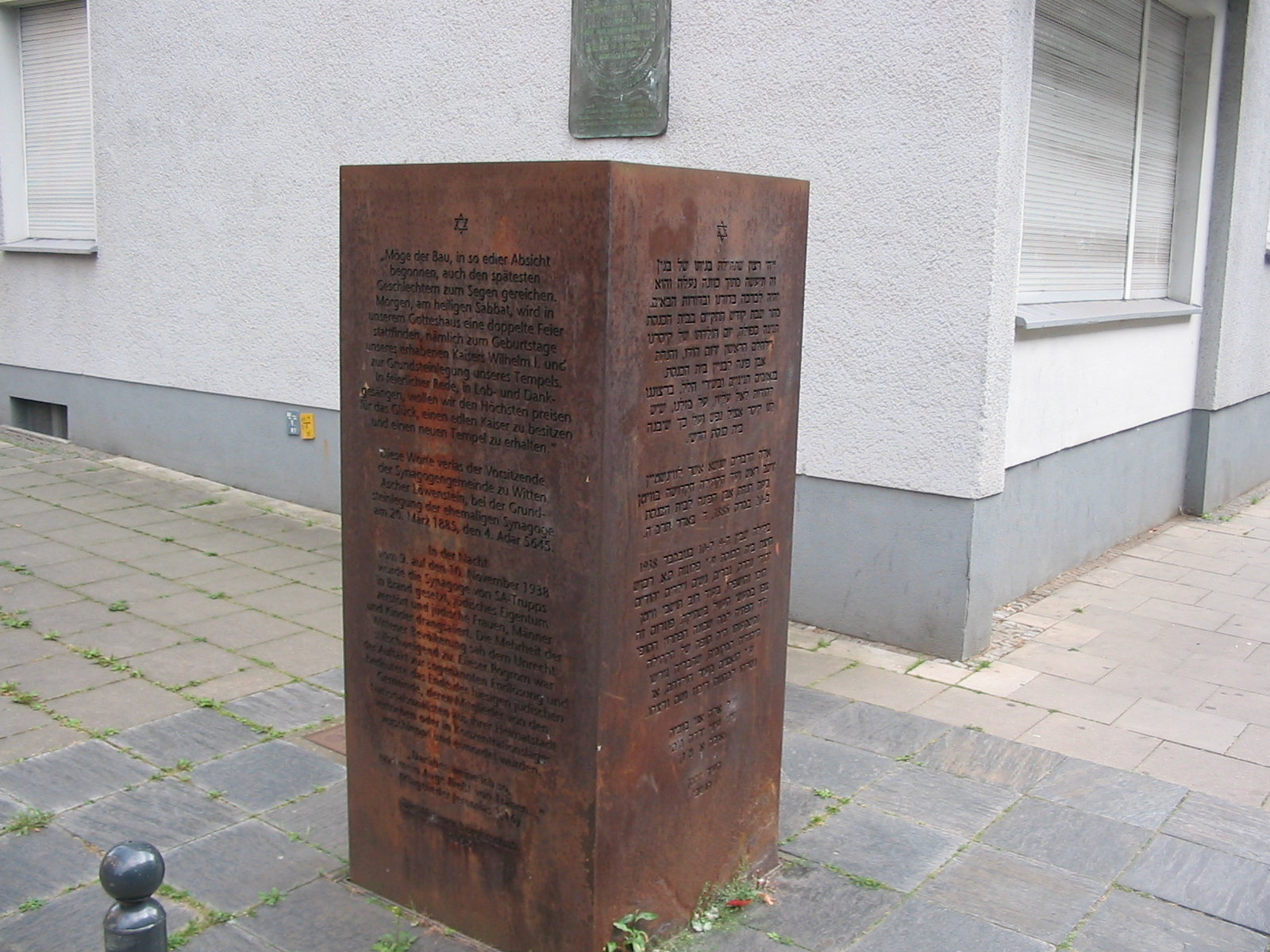
Synagogen-Mahnmal

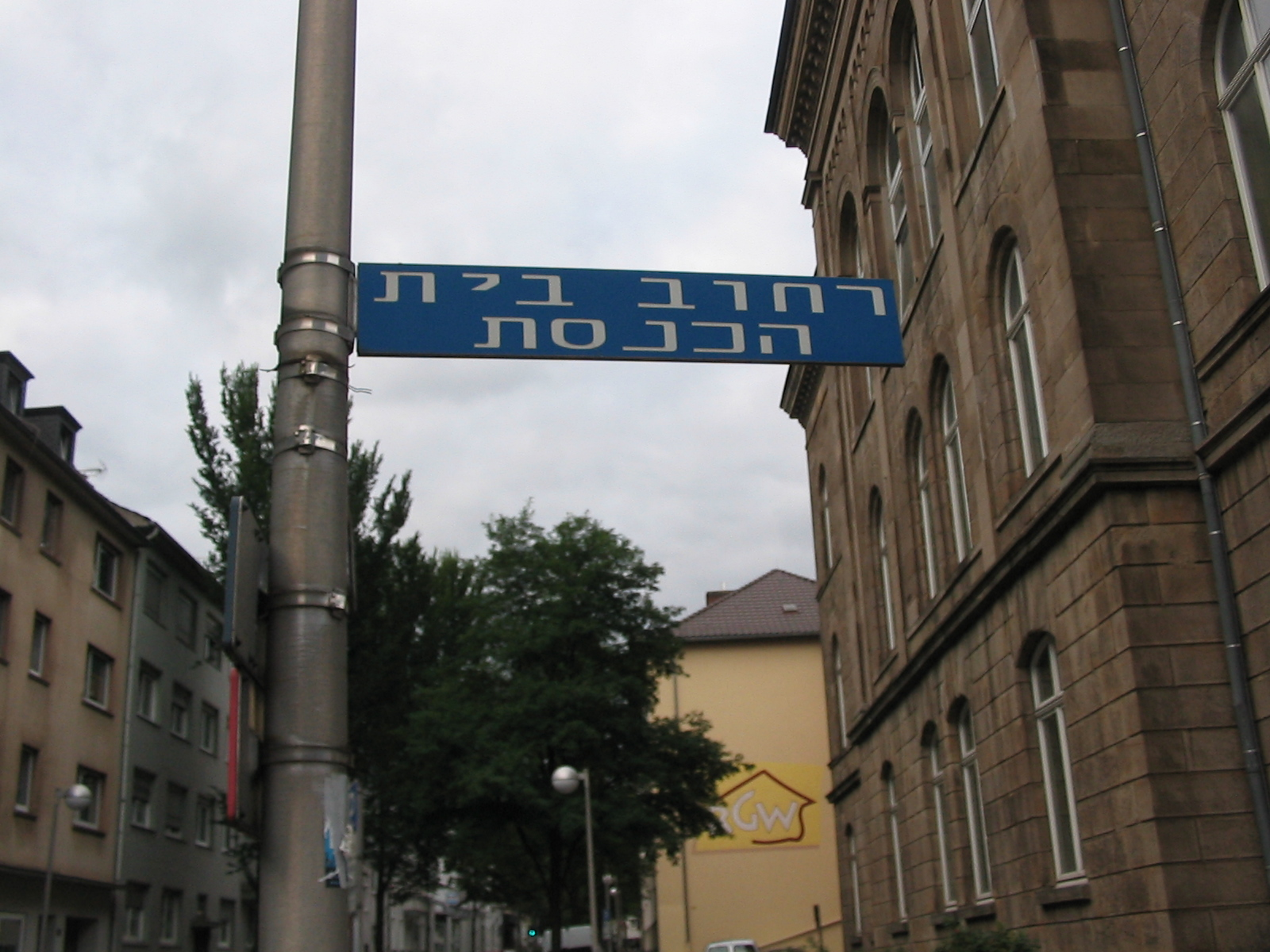
Straßenschild Synagogenstraße in Hebräisch

Seit 1848 fanden in Witten jüdische Gottesdienste in angemieteten Räumen in der Weidengasse statt. 1860 erwarb die jüdische Gemeinde das Gebäude. Für die schnell anwachsende Gemeinde wurde der Andachtsraum bald zu klein. Nachdem die jüdische Schule gemäß einer Vereinbarung mit dem Magistrat 1870 in eine öffentliche Volksschule umgewandelt worden war, erbaute die Stadt Anfang der 1870er Jahre für die jüdische Gemeinde ein Gebäude in der Nordstraße. 1884 kündigte die Stadt das Mietverhältnis mit der jüdischen Gemeinde. Die Gemeinde erwarb daraufhin 1884 ein Gelände gegenüber dem Real-Gymnasium (heute Ruhr-Gymnasium) und erbaute dort 1884/85 ihre Synagoge.
In der Nacht vom 9. auf den 10. November 1938 wurde die Synagoge verwüstet und in Brand gesteckt. Die Brandtrümmer wurden noch im Zweiten Weltkrieg gesprengt und auf dem Gelände ein Löschteich angelegt.
Das Grundstück wurde Anfang der 1950er Jahre der Jewish Trust Corporation zugesprochen, die es 1955 einem Wittener Bauunternehmer verkaufte, da nur wenige Juden, die den Holocaust überlebt hatten, nach Witten zurückgekehrt waren.
1979 benannte die Stadt Witten die Kurze Straße, in der sich die Synagoge befunden hatte, in Synagogenstraße um. 1994 stellte die Stadt zur Erinnerung an die jüdische Gemeinde und ihre Synagoge ein von Wolfgang Schmidt gestaltetes Mahnmal auf. Es besteht aus zwei rechtwinklig angeordneten Stahlplatten mit hebräischer und deutscher Inschrift. (Lage)

## „Arisierung“

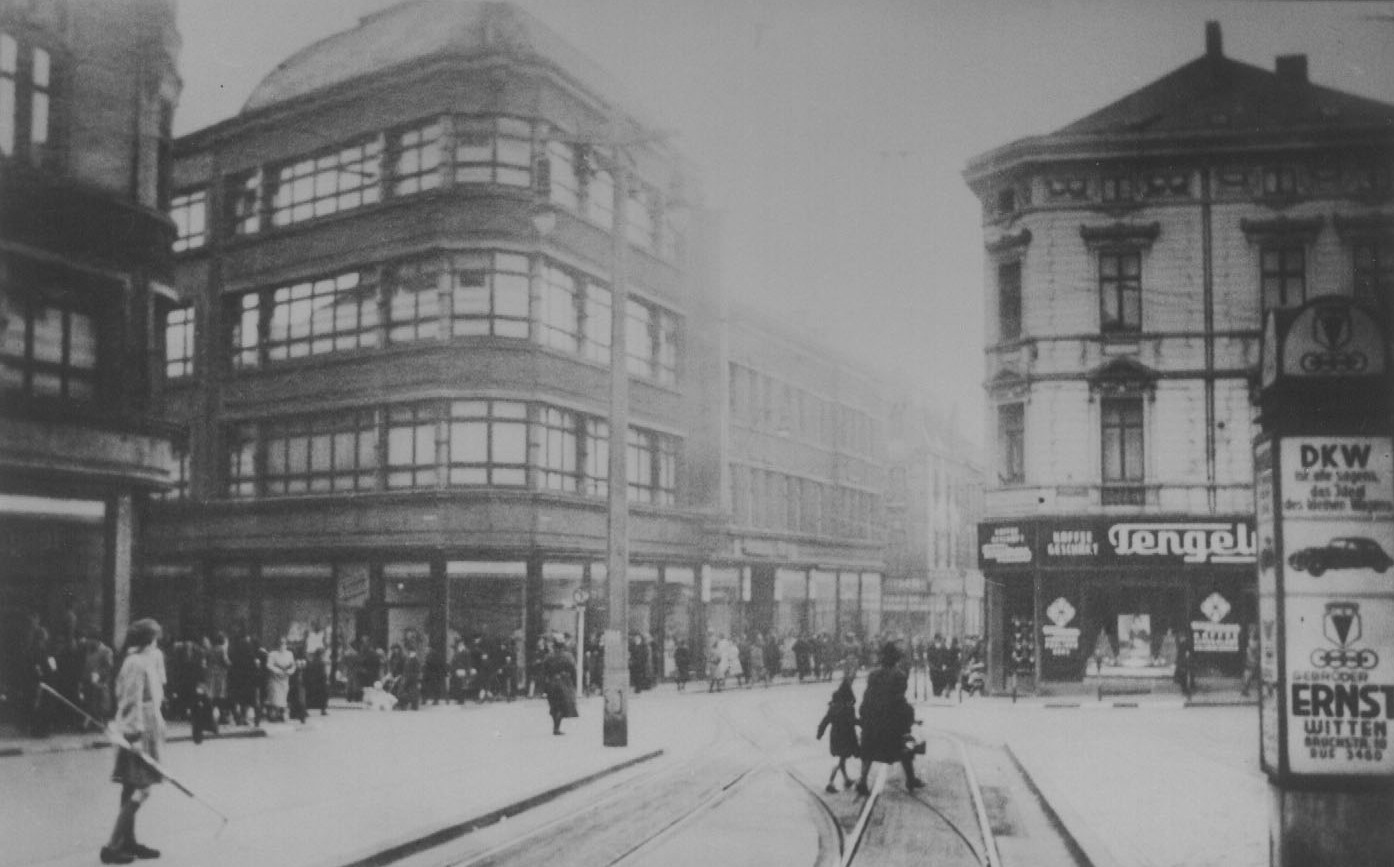
Bahnhofstraße 1930, links Alsberg & Blank

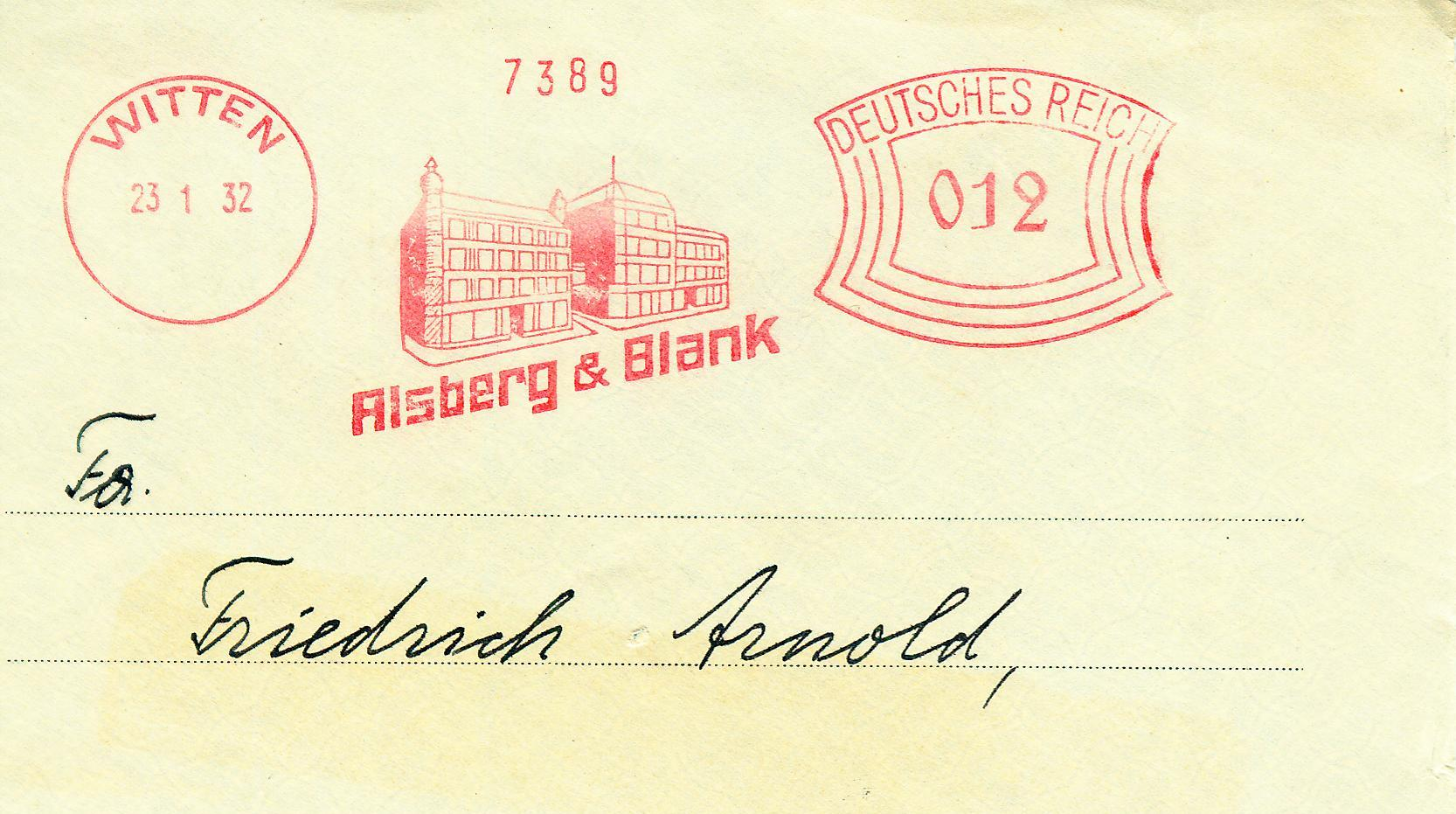
Freistempel Alsberg & Blank

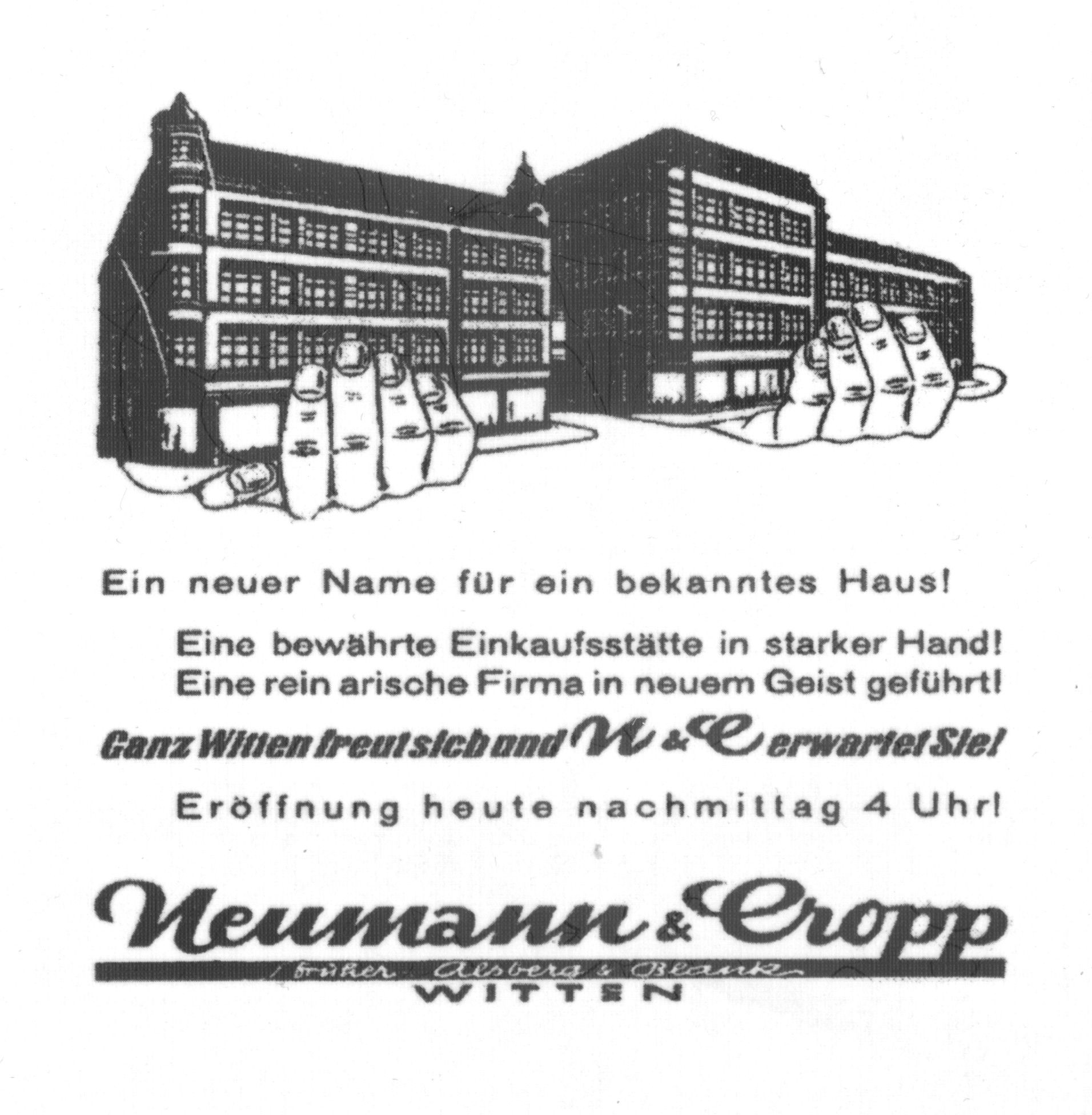
Ganzseitiges Zeitungsinserat im Wittener Tageblatt vom 14. November 1938, das die Neueröffnung von Neumann & Cropp bekannt gibt

Während der Zeit des Nationalsozialismus wurden wie in ganz Deutschland auch in Witten jüdische Geschäftsinhaber und Immobilienbesitzer im Rahmen der sog. „Arisierung“ zuerst gedrängt ihre Geschäfte, Firmen und Immobilien unter Wert zu verkaufen und – falls sie nicht verkaufen wollten – später enteignet. 14 „Geschäftsarisierungen“ aus den Jahren 1933 bis 1938 und 53 „Immobilienarisierungen“ von 1933 bis 1943 sind in Witten belegt. Daneben gab es eine nicht genau überschaubare Zahl von Geschäftsliquidationen. Auch die Möbel von Juden wurden nach Emigration, Zwangseinweisung in Judenhäuser oder Deportation enteignet und z. T. noch vor dem Haus versteigert. Der Textilhändler Ludwig Rosenbaum (Bahnhofstraße) beging nach Repressalien und Drohungen durch die SA wegen angeblichen Besitzes einer Pistole 1935 Selbstmord, seine Frau Elli geb. Marcus und sein Sohn Fritz konvertierten zum Katholizismus, Fritz Rosenbaum trat als Bruder Wolfgang in den Franziskanerorden ein und wurde am 30. September 1942 in Auschwitz ermordet.
Beispiele für „Arisierungen“ sind das Textil-Kaufhaus Alsberg & Blank an der Ecke Bahnhofstraße/Heilenstraße (heute Galeria Kaufhof), das 1938 an die Siegener Unternehmer Otto Neumann und Dr. Cropp verkauft wurde, das Schuhgeschäft Rosenberg, 1937 von Gregor Boecker erworben, (heute Klauser) und die Villa Eichengrün in der Husemannstraße, die 1939 an die NSDAP fiel und als Gaufrauenschaftsschule genutzt wurde.

## Friedhöfe
Im heutigen Stadtgebiet von Witten existierten fünf jüdische Friedhöfe, von denen drei in der Zeit des Nationalsozialismus eingeebnet wurden und zwei noch bestehen, aber offiziell geschlossen sind.

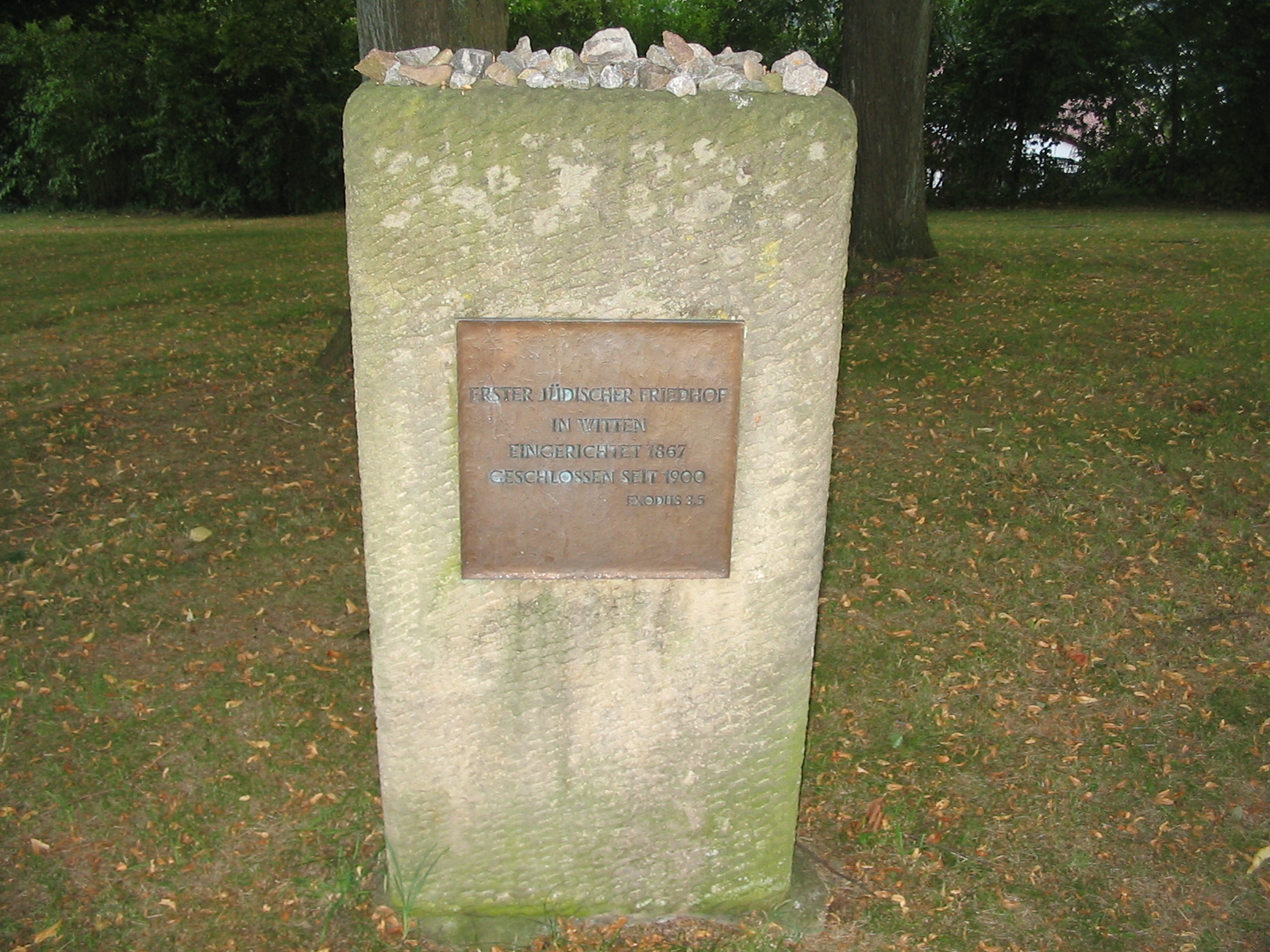
Gedenkstein für den jüdischen Friedhof auf dem Helenenberg

Der älteste jüdische Friedhof befand sich auf dem Helenenberg und wurde 1867 offiziell eröffnet, aber schon 1900 wieder geschlossen, da er nicht mehr erweitert werden konnte. Er wurde von den Nationalsozialisten eingeebnet. Heute befindet sich auf dem Gelände ein Gedenkstein. Die Grabsteine wurden zum Teil auf dem Jüdischen Friedhof Ledderken wieder aufgestellt. (Lage)

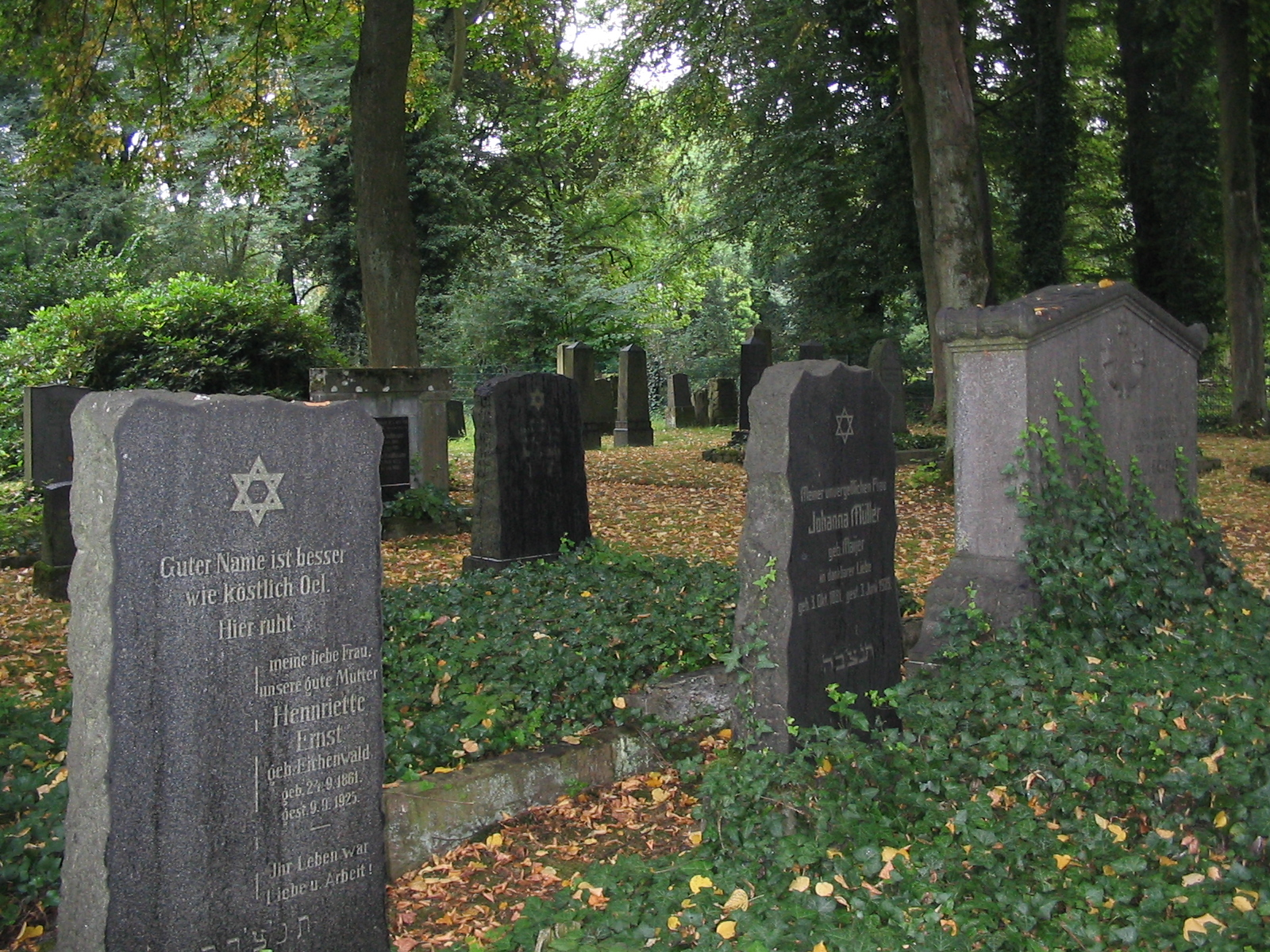
Jüdischer Friedhof Ledderken in Witten-Mitte

1893 wurde der bis heute bestehende Jüdische Friedhof Ledderken in Witten-Mitte eröffnet. Bis 1941 wurden auf dem ca. 1720 m² großen Gelände 209 Personen beigesetzt. Heute befinden sich auf dem Friedhof noch ca. 130 Grabsteine. Im hinteren Teil befinden sich einige neuere Gräber, das bislang jüngste aus dem Jahr 1989 (Stand September 2012). 1993 wurde auf dem Friedhof ein Gedenkstein aufgestellt, auf dem alle zum damaligen Zeitpunkt bekannten Konzentrationslager aufgeführt sind, in denen Wittener Juden zu Tode gebracht wurden. Der Friedhof ist im Besitz des Landesverbands der Jüdischen Gemeinden von Westfalen-Lippe und ist in der städtischen Denkmalliste als Baudenkmal eingetragen. (Lage)

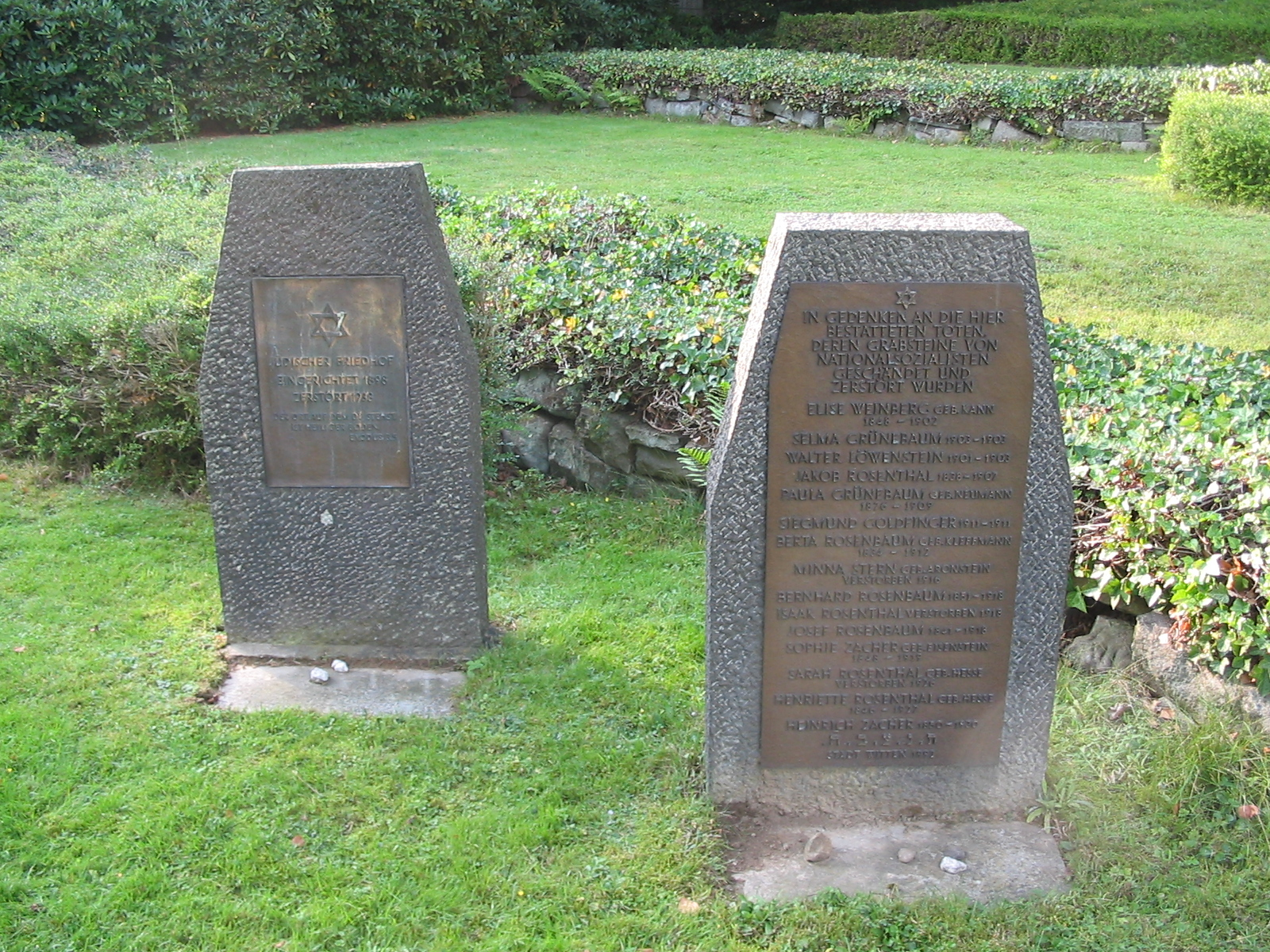
Gedenksteine für den zweiten jüdischen Friedhof in Annen

Der erste jüdische Friedhof in Annen bestand seit 1876 auf dem 1865 eingerichteten ersten Kommunalfriedhof Annens an der Stockumer Straße (damals Bahnhofstraße). Aus Platzmangel wurde der alte Friedhof 1884 durch einen neuen Kommunalfriedhof an der heutigen Diesterwegstraße ersetzt. Der alte Kommunalfriedhof und damit auch der erste jüdische Friedhof wurde vor dem Zweiten Weltkrieg vom Annener Gussstahlwerk überbaut.
Der zweite jüdische Friedhof in Annen wurde 1898 auf dem Annener Kommunalfriedhof an der heutigen Diesterwegstraße eingerichtet. 1938 wurde er eingeebnet und zur Beisetzung von Zwangsarbeitern, u. a. aus dem KZ-Außenlager Annener Gußstahlwerk, genutzt. An den jüdischen Friedhof erinnern seit 1993 zwei Gedenksteine. (Lage)

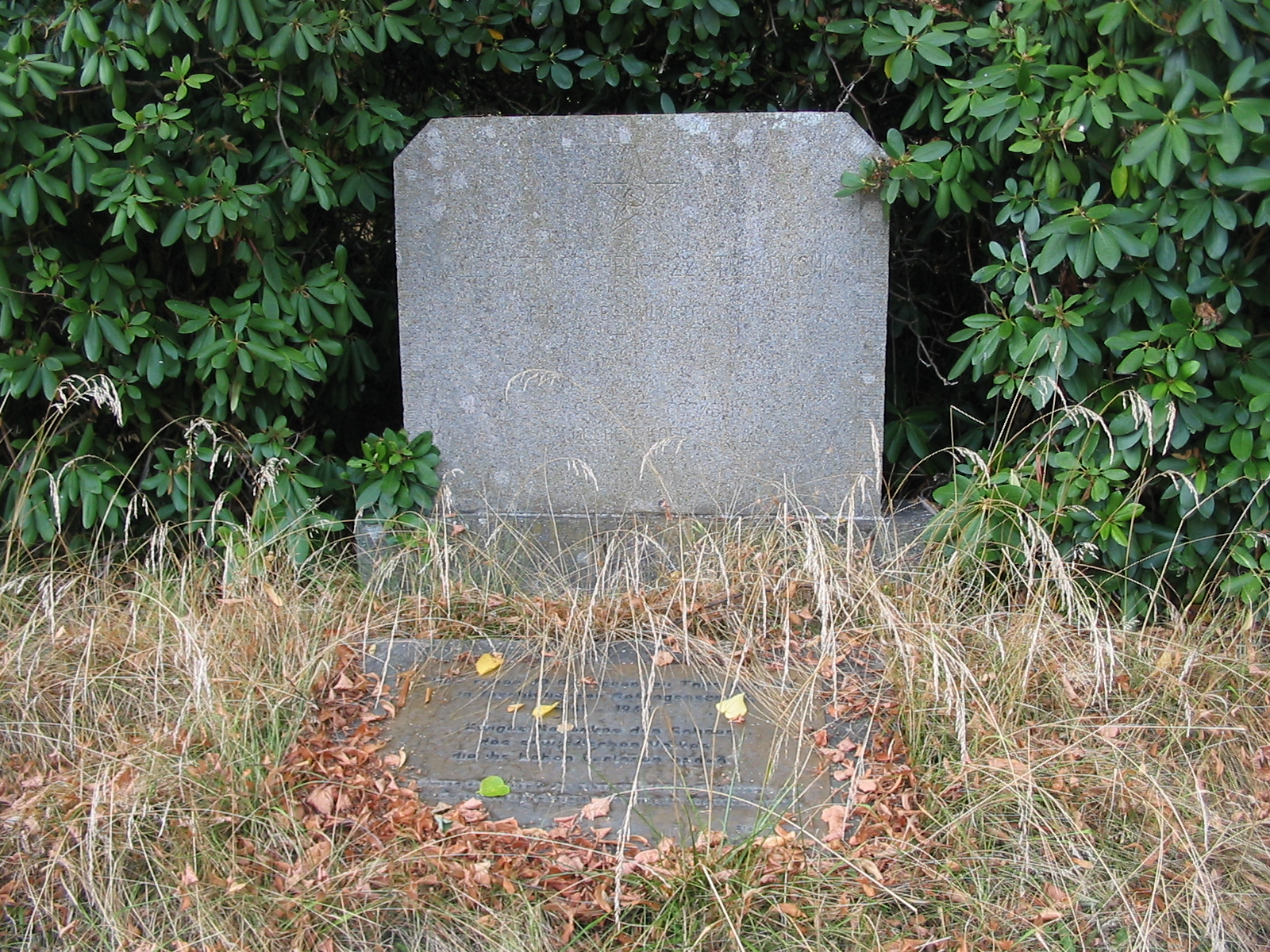
Zwangsarbeiterdenkmal von 1946 mit Inschrift in russischer Sprache auf dem jüdischen Friedhof in Herbede

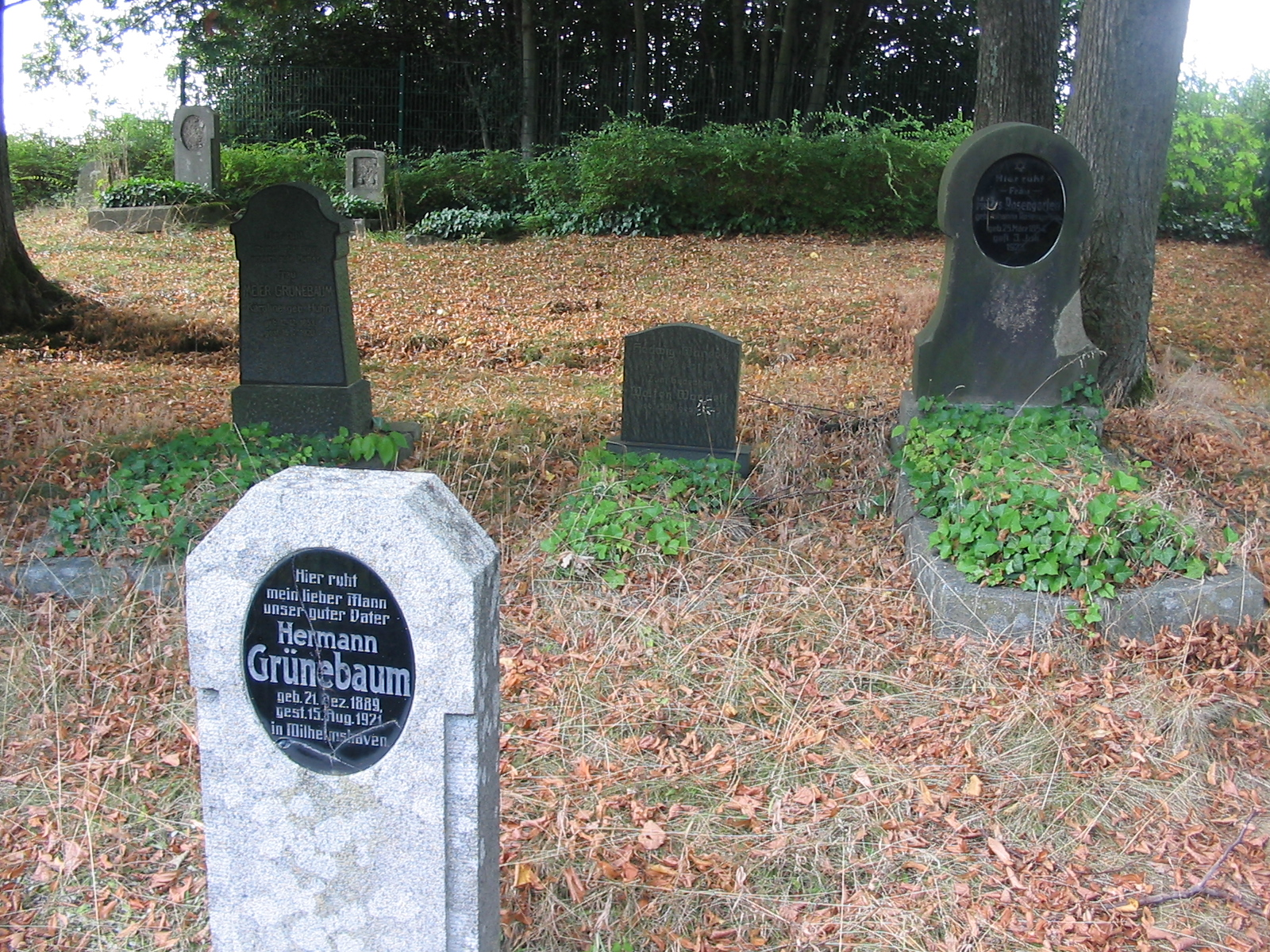
Jüdischer Friedhof in Herbede

Der jüdische Friedhof in Herbede besteht seit 1886. 1944 bis 1945 wurden dort 22 russische Zwangsarbeiter beigesetzt. 1946 wurde auf Veranlassung der russischen Kriegsgräberkommission ein Gedenkstein für die Zwangsarbeiter in russischer Sprache aufgestellt. Der Friedhof ist ebenfalls im Besitz des Landesverbands der Jüdischen Gemeinden von Westfalen-Lippe und als Baudenkmal in der städtischen Denkmalliste eingetragen. (Lage)

## Straßenbenennungen
- Synagogenstraße (ehemals Kurze Straße), 30. Januar 1979[2]
- Rebecca-Hanf-Straße, 22. April 1996[14]
- Rosi-Wolfstein-Straße, 22. April 1996[14]
- Rosa-Stern-Weg, 4. Juni 2007[14]
- Rosenthalring, 2010[15]

## Stolpersteine
Im April 2014 wurden erstmals 18 Stolpersteine in Witten verlegt.

## Ausstellungen
- Stadtarchiv Witten: Jüdisches Leben in Witten[16]
- Stadtarchiv Witten: „Wer zum Vergessen beiträgt, vollendet das Werk der Mörder“ (Elie Wiesel). Wittener Juden im KZ Sachsenhausen. Eine Ausstellung mit Lebensskizzen, Dokumenten und Erinnerungen. – ursprünglich als stadtgeschichtliche Ergänzung zur Wanderausstellung der Stiftung Brandenburgische Gedenkstätten/Gedenkstätte und Museum Sachsenhausen: „Jüdische Häftlinge im KZ Sachsenhausen 1936–1945“ konzipiert; großformatige Tafeln mit reproduzierten Archivquellen und 18 Lebensskizzen von Wittener Juden, die in der Zeit des Nationalsozialismus in das KZ Sachsenhausen verschleppt wurden
- Jörg Fruck: „Darüber weine ich so, und mein Auge fließt von Tränen“. 21-minütige Audiovisionsschau.[17]